# Puchar Europy Zdobywczyń Pucharów siatkarek (1998/1999)
Puchar Europy Zdobywczyń Pucharów 1998/1999 – 27. sezon turnieju rozgrywanego od 1978 roku, organizowanego przez Europejską Konfederację Piłki Siatkowej (CEV) w ramach europejskich pucharów dla żeńskich klubowych zespołów siatkarskich "starego kontynentu".

## Drużyny uczestniczące
- Oriveden Ponnistus
- Aukra VBK
- CS Madeira
- Vew Telnet Schwerte
- Mladost Zagrzeb
- PVK Olymp Praga
- Hypo Klagenfurt
- VC Weert
- Moldava Bielce
- Hapoel Kirjat Mockin
- Crvena zvezda Belgrad
- Rapid Metrorex Bukareszt
- Universidad de Granada
- Filathletic Club Vrilissia
- Nadieżda Homel
- KSV Wattwil
- Eczacıbaşı Stambuł
- VBC Riom
- Isola Tongeren
- Orbita Zaporoże
- Cermagica Reggio Emilia
- CSKA Moskwa
- SH Senica
- BKS Stal Bielsko-Biała

## Rozgrywki

### Runda wstępna
| Data       | Drużyna 1              | Wynik | Drużyna 2                  | Sety                            |
| ---------- | ---------------------- | ----- | -------------------------- | ------------------------------- |
| 29.11.1998 | Oriveden Ponnistus     | 3:1   | Aukra VBK                  | 15:4, 6:15, 15:2, 15:5          |
| 05.12.1998 | Oriveden Ponnistus     | 3:1   | Aukra VBK                  | 15:2, 3:15, 15:1, 15:6          |
| 28.11.1998 | CS Madeira             | 3:0   | VC Schwerte                | 15:8, 15:11, 15:8               |
| 05.12.1998 | CS Madeira             | 3:0   | VC Schwerte                | 15:5, 15:10, 15:1               |
| 28.11.1998 | Mladost Zagrzeb        | 0:3   | Olymp Praga                | 9:15, 4:15, 6:15                |
| 05.12.1998 | Mladost Zagrzeb        | 0:3   | Olymp Praga                | 1:15, 7:15, 4:15                |
| 28.11.1998 | Hypo Klagenfurt        | 0:3   | VC Weert                   | 10:15, 11:15, 8:15              |
| 06.12.1998 | Hypo Klagenfurt        | 0:3   | VC Weert                   | 3:15, 2:15, 4:15                |
| 28.11.1998 | Moldava Bielce         | 3:0   | Hapoel Kirjat Mockin       | walkower                        |
| 05.12.1998 | Moldava Bielce         | 3:0   | Hapoel Kirjat Mockin       | walkower                        |
| 28.11.1998 | Crvena Zvezda Belgrad  | 0:3   | Rapid Metrorex Bukareszt   | 7:15, 14:16, 4:15               |
| 05.12.1998 | Crvena Zvezda Belgrad  | 0:3   | Rapid Metrorex Bukareszt   | 5:15, 4:15, 7:15                |
| 29.11.1998 | Universidad de Granada | 3:1   | Filathletic Club Vrilissia | 15:4, 15:10, 16:17, 15:9        |
| 05.12.1998 | Universidad de Granada | 1:3   | Filathletic Club Vrilissia | 15:9, 11:15, 2:15, 5:15         |
| 28.11.1998 | Nadieżda Homel         | 2:3   | KSV Wattwil                | 15:10, 2:15, 3:15, 15:11, 11:15 |
| 05.12.1998 | Nadieżda Homel         | 3:2   | KSV Wattwil                | 2:15, 15:11, 15:13, 4:15, 18:16 |

### Faza grupowa

#### Grupa A
Tabela
| Lp. | Drużyna                  | Pkt | Mecze | Mecze | Mecze | Sety | Sety | Sety  |
| Lp. | Drużyna                  | Pkt | M     | W     | P     | wyg. | prz. | ratio |
| --- | ------------------------ | --- | ----- | ----- | ----- | ---- | ---- | ----- |
| 1   | Eczacıbaşı Stambuł       | 14  | 7     | 7     | 0     | 21   | 3    | 7.000 |
| 2   | VBC Riom                 | 12  | 7     | 5     | 2     | 17   | 12   | 1.417 |
| 3   | Rapid Metrorex Bukareszt | 11  | 7     | 4     | 3     | 16   | 10   | 1.600 |
| 4   | Isola Tongeren           | 11  | 7     | 4     | 3     | 14   | 13   | 1.077 |
| 5   | Olymp Praga              | 11  | 7     | 4     | 3     | 15   | 14   | 1.071 |
| 6   | Orbita Zaporoże          | 9   | 7     | 2     | 5     | 7    | 18   | 0.389 |
| 7   | KSV Wattwil              | 8   | 7     | 1     | 6     | 11   | 20   | 0.550 |
| 8   | Oriveden Ponnistus       | 8   | 7     | 1     | 6     | 9    | 20   | 0.450 |

Wyniki
| Data       | Drużyna 1                | Wynik | Drużyna 2                | Sety                              |
| ---------- | ------------------------ | ----- | ------------------------ | --------------------------------- |
| 13.01.1999 | Rapid Metrorex Bukareszt | 0:3   | Eczacıbaşı Stambuł       | 22:25, 16:25, 19:25               |
| 13.01.1999 | Olymp Praga              | 3:1   | VBC Riom                 | 26:24, 26:24, 22:25, 25:14        |
| 13.01.1999 | KSV Wattwil              | 1:3   | Isola Tongeren           | 25:19, 20:25, 18:25, 18:25        |
| 18.01.1999 | Oriveden Ponnistus       | 1:3   | Orbita Zaporoże          | 21:25, 25:23, 22:25, 17:25        |
|            |                          |       |                          |                                   |
| 20.01.1999 | Eczacıbaşı Stambuł       | 3:1   | VBC Riom                 | 25:23, 25:9, 24:26, 25:14         |
| 20.01.1999 | Orbita Zaporoże          | 3:2   | KSV Wattwil              | 25:19, 23:25, 20:25, 25:16, 15:8  |
| 20.01.1999 | Rapid Metrorex Bukareszt | 3:0   | Oriveden Ponnistus       | 25:20, 25:17, 25:13               |
| 20.01.1999 | Isola Tongeren           | 3:1   | Olymp Praga              | 22:25, 25:20, 25:13, 25:16        |
|            |                          |       |                          |                                   |
| 27.01.1999 | Oriveden Ponnistus       | 0:3   | Eczacıbaşı Stambuł       | 18:25, 22:25, 19:25               |
| 27.01.1999 | Olymp Praga              | 3:1   | Orbita Zaporoże          | 25:15, 16:25, 25:11, 25:17        |
| 27.01.1999 | KSV Wattwil              | 3:2   | Rapid Metrorex Bukareszt | 25:21, 12:25, 16:25, 25:18, 15:10 |
| 27.01.1999 | VBC Riom                 | 3:1   | Isola Tongeren           | 22:25, 25:17, 25:22, 25:22        |
|            |                          |       |                          |                                   |
| 02.02.1999 | Orbita Zaporoże          | 0:3   | VBC Riom                 | 20:25, 19:25, 24:26               |
| 03.02.1999 | Eczacıbaşı Stambuł       | 3:0   | Isola Tongeren           | 25:15, 25:11, 25:21               |
| 03.02.1999 | Rapid Metrorex Bukareszt | 3:0   | Olymp Praga              | 25:19, 25:10, 25:16               |
| 03.02.1999 | Oriveden Ponnistus       | 3:2   | KSV Wattwil              | 25:19, 21:25, 22:25, 25:21, 15:13 |
|            |                          |       |                          |                                   |
| 10.02.1999 | KSV Wattwil              | 0:3   | Eczacıbaşı Stambuł       | 15:25, 19:25, 18:25               |
| 10.02.1999 | Olymp Praga              | 3:2   | Oriveden Ponnistus       | 27:29, 22:25, 25:21, 25:20, 15:10 |
| 10.02.1999 | VBC Riom                 | 3:2   | Rapid Metrorex Bukareszt | 22:25, 25:21, 25:15, 20:25, 15:10 |
| 10.02.1999 | Isola Tongeren           | 3:0   | Orbita Zaporoże          | 25:18, 29:27, 25:19               |
|            |                          |       |                          |                                   |
| 17.02.1999 | Eczacıbaşı Stambuł       | 3:0   | Orbita Zaporoże          | 25:11, 25:14, 25:17               |
| 17.02.1999 | Rapid Metrorex Bukareszt | 3:1   | Isola Tongeren           | 25:9, 21:25, 25:21, 25:14         |
| 17.02.1999 | Oriveden Ponnistus       | 1:3   | VBC Riom                 | 21:25, 25:19, 8:25, 17:25         |
| 17.02.1999 | KSV Wattwil              | 1:3   | Olymp Praga              | 25:22, 22:25, 14:25, 22:25        |
|            |                          |       |                          |                                   |
| 23.02.1999 | Olymp Praga              | 2:3   | Eczacıbaşı Stambuł       | 18:25, 25:23, 24:26, 25:22, 12:15 |
| 23.02.1999 | Orbita Zaporoże          | 0:3   | Rapid Metrorex Bukareszt | 20:25, 23:25, 21:25               |
| 23.02.1999 | VBC Riom                 | 3:2   | KSV Wattwil              | 25:12, 24:26, 18:25, 25:16, 15:9  |
| 23.02.1999 | Isola Tongeren           | 3:2   | Oriveden Ponnistus       | 25:16, 29:31, 25:22, 23:25, 16:14 |

#### Grupa B
Tabela
| Lp. | Drużyna                    | Pkt | Mecze | Mecze | Mecze | Sety | Sety | Sety   |
| Lp. | Drużyna                    | Pkt | M     | W     | P     | wyg. | prz. | ratio  |
| --- | -------------------------- | --- | ----- | ----- | ----- | ---- | ---- | ------ |
| 1   | Cermagica Reggio Emilia    | 14  | 7     | 7     | 0     | 21   | 2    | 10.500 |
| 2   | Filathletic Club Vrilissia | 13  | 7     | 6     | 1     | 19   | 6    | 3.167  |
| 3   | CSKA Moskwa                | 12  | 7     | 5     | 2     | 17   | 11   | 1.545  |
| 4   | SH Senica                  | 10  | 7     | 3     | 4     | 14   | 14   | 1.000  |
| 5   | VC Weert                   | 10  | 7     | 3     | 4     | 13   | 14   | 0.929  |
| 6   | Stal Bielsko-Biała         | 10  | 7     | 3     | 4     | 10   | 13   | 0.769  |
| 7   | CS Madeira                 | 8   | 7     | 1     | 6     | 5    | 18   | 0.278  |
| 8   | Moldava Bielce             | 7   | 7     | 0     | 7     | 0    | 21   | 0.000  |

Wyniki
| Data       | Drużyna 1                  | Wynik | Drużyna 2                  | Sety                              |
| ---------- | -------------------------- | ----- | -------------------------- | --------------------------------- |
| 12.01.1999 | CS Madeira                 | 0:3   | Stal Bielsko-Biała         | 20:25, 22:25, 19:25               |
| 13.01.1999 | Filathletic Club Vrilissia | 3:1   | SH Senica                  | 25:14, 25:20, 22:25, 25:20        |
| 13.01.1999 | Moldava Bielce             | 0:3   | Cermagica Reggio Emilia    | 10:25, 9:25, 12:25                |
| 13.01.1999 | VC Weert                   | 2:3   | CSKA Moskwa                | 20:25, 17:25, 25:22, 25:21, 13:15 |
|            |                            |       |                            |                                   |
| 20.01.1999 | Stal Bielsko-Biała         | 0:3   | Cermagica Reggio Emilia    | 24:26, 17:25, 26:28               |
| 20.01.1999 | SH Senica                  | 3:0   | Moldava Bielce             | 25:13, 25:9, 25:15                |
| 20.01.1999 | CSKA Moskwa                | 2:3   | Filathletic Club Vrilissia | 25:17, 23:25, 25:14, 27:29, 12:15 |
| 20.01.1999 | CS Madeira                 | 2:3   | VC Weert                   | 18:25, 20:25, 25:21, 25:22, 13:15 |
|            |                            |       |                            |                                   |
| 26.01.1999 | Moldava Bielce             | 0:3   | CSKA Moskwa                | 13:25, 15:25, 10:25               |
| 27.01.1999 | Filathletic Club Vrilissia | 3:0   | CS Madeira                 | 25:14, 25:10, 25:21               |
| 27.01.1999 | Cermagica Reggio Emilia    | 3:1   | SH Senica                  | 25:16, 25:17, 22:25, 25:15        |
| 27.01.1999 | VC Weert                   | 3:0   | Stal Bielsko-Biała         | 25:22, 25:14, 28:26               |
|            |                            |       |                            |                                   |
| 03.02.1999 | Stal Bielsko-Biała         | 3:1   | SH Senica                  | 23:25, 25:8, 25:21, 25:15         |
| 03.02.1999 | CSKA Moskwa                | 0:3   | Cermagica Reggio Emilia    | 19:25, 21:25, 16:25               |
| 03.02.1999 | VC Weert                   | 0:3   | Filathletic Club Vrilissia | 19:25, 19:25, 18:25               |
| 03.02.1999 | CS Madeira                 | 3:0   | Moldava Bielce             | walkower                          |
|            |                            |       |                            |                                   |
| 10.02.1999 | Filathletic Club Vrilissia | 3:0   | Stal Bielsko-Biała         | 25:13, 25:11, 25:16               |
| 10.02.1999 | Moldava Bielce             | 0:3   | VC Weert                   | 9:25, 15:25, 14:25                |
| 10.02.1999 | SH Senica                  | 2:3   | CSKA Moskwa                | 25:17, 16:25, 25:18, 14:25, 7:15  |
| 10.02.1999 | Cermagica Reggio Emilia    | 3:0   | CS Madeira                 | 25:22, 25:15, 25:20               |
|            |                            |       |                            |                                   |
| 17.02.1999 | Filathletic Club Vrilissia | 3:0   | Moldava Bielce             | walkower                          |
| 17.02.1999 | Stal Bielsko-Biała         | 1:3   | CSKA Moskwa                | 25:22, 19:25, 20:25, 20:25        |
| 17.02.1999 | VC Weert                   | 0:3   | Cermagica Reggio Emilia    | 21:25, 15:25, 18:25               |
| 17.02.1999 | CS Madeira                 | 0:3   | SH Senica                  | 20:25, 22:25, 18:25               |
|            |                            |       |                            |                                   |
| 23.02.1999 | Moldava Bielce             | 0:3   | Stal Bielsko-Biała         | walkower                          |
| 23.02.1999 | CSKA Moskwa                | 3:0   | CS Madeira                 | 25:10, 25:13, 25:15               |
| 23.02.1999 | SH Senica                  | 3:2   | VC Weert                   | 22:25, 19:25, 25:20, 25:17, 18:16 |
| 23.02.1999 | Cermagica Reggio Emilia    | 3:1   | Filathletic Club Vrilissia | 25:14, 26:28, 25:18, 25:23        |

### Turniej finałowy
Stambuł

#### Półfinał
| Data       | Drużyna 1               | Wynik | Drużyna 2                  | Sety                       |
| ---------- | ----------------------- | ----- | -------------------------- | -------------------------- |
| 13.03.1999 | Cermagica Reggio Emilia | 3:0   | VBC Riom                   | 25:16, 25:16, 25:19        |
| 13.03.1999 | Eczacıbaşı Stambuł      | 3:1   | Filathletic Club Vrilissia | 22:25, 25:16, 25:16, 25:16 |

#### Mecz o 3. miejsce
| Data       | Drużyna 1                  | Wynik | Drużyna 2 | Sety                |
| ---------- | -------------------------- | ----- | --------- | ------------------- |
| 14.03.1999 | Filathletic Club Vrilissia | 3:0   | VBC Riom  | 25:21, 25:21, 25:16 |

#### Finał
| Data       | Drużyna 1          | Wynik | Drużyna 2               | Sety                       |
| ---------- | ------------------ | ----- | ----------------------- | -------------------------- |
| 14.03.1999 | Eczacıbaşı Stambuł | 3:1   | Cermagica Reggio Emilia | 25:19, 25:17, 23:25, 25:17 |

## Klasyfikacja końcowa
| Miejsce | Drużyna                    |
| ------- | -------------------------- |
| złoto   | Eczacıbaşı Stambuł         |
| srebro  | Cermagica Reggio Emilia    |
| brąz    | Filathletic Club Vrilissia |
| 4.      | VBC Riom                   |